# Orthocladius amniculorum
Orthocladius amniculorum är en tvåvingeart som först beskrevs av Maurice Emile Marie Goetghebuer 1935.  Orthocladius amniculorum ingår i släktet Orthocladius och familjen fjädermyggor.
Artens utbredningsområde är Tyskland. Inga underarter finns listade i Catalogue of Life.